# Eleccions a Corts d'Aragó de 2003

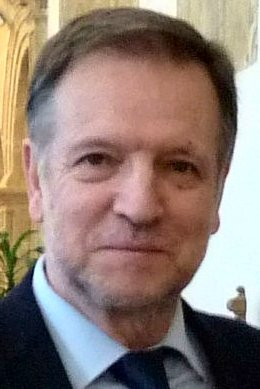
Fotografia de Marcelino Iglesias Ricou.

Les Eleccions a les Corts d'Aragó es van celebrar el 25 de maig de 2003. Van ser les sisenes eleccions democràtiques autómicas des del restabliment de la democrácia. El vencedor va ser el socialista Marcelino Iglesias Ricou que repeteix com a president d'Aragó per segona vegada consecutiva. Els altres partits que van obtenir representació parlamentària foren: Partit Popular, Chunta Aragonesista, Partido Aragonés i Izquierda Unida.

## Dades generals
- Cens electoral: 1.019.798 (sobre una població d'1.217.514).
- Taules:
- Abstenció: (29,65%)
- Votants: 717.457 (70,35%) 
  - Vàlids: 712.844 
    - Candidatures: 697.970
    - En blanc: 14.874

  - Nuls: 4.613

## Circumscripcions electorals
Les circumscripcions electorals corresponen a cadascuna de les tres províncies: 
- Osca - 18 parlamentaris.
- Terol - 14 parlamentaris.
- Saragossa - 35 parlamentaris.

## Candidatures
- Per la província d'Osca: 
  - Partit Popular (PP)
  - Els Verds (LV)
  - Partido Aragonés (PAR)
  - Partit Família i Vida (PFyV)
  - Partit Socialista Obrer Espanyol (PSOE)
  - Esquerra Unida d'Aragó (IU)
  - Chunta Aragonesista (CHA)
  - Iniciativa Aragonesa (INAR)
- Per la província de Terol: 
  - Partit Popular d'Aragó|Partit Popular (PP)
  - Partit Socialista Obrer Espanyol (PSOE)
  - Els Verds (LV)
  - Partit Aragonès (PA)
  - Chunta Aragonesista (CHA)
  - Partit Família i Vida (PFyV)
  - Esquerra Unida d'Aragó (IU)
  - Iniciativa Aragonesa (INAR)
  - Partit Humanista (PH)
- Per la província de Saragossa: 
  - Partit Popular d'Aragó|Partit Popular (PP)
  - Els Verds (LV)
  - Partido Aragonés (PARELL)
  - Partit Socialista Obrer Espanyol (PSOE)
  - Esquerra Unida d'Aragó (IU)
  - Iniciativa Aragonesa (INAR)
  - Partit Humanista (PH)
  - Chunta Aragonesista (CHA)
  - Partit Família i Vida (PFyV)
  - Centro Democrático y Social (CDS)
  - Izquierda Republicana (IR)

## Resultats

### Grups amb representació parlamentària
- Partit Socialista Obrer Espanyol - 27 escons (270.468 vots)
- Partit Popular - 22 escons (219.058 vots)
- Chunta Aragonesista - 9 escons (97.777 vots)
- Partido Aragonés - 8 escons (79.670 vots)
- Esquerra Unida d'Aragó - 1 escó (21.796 vots)

### Grups sense representació parlamentària
- Els Verds: 4.310 vots
- Iniciativa Aragonesa:1.703 vots
- Partit Família i Vida: 1.300 vots
- Centro Democrático y Social: 1.056 vots
- Izquierda Republicana: 519 vots
- Partit Humanista: 332 vots